# Bartošova Lehôtka
Bartošova Lehôtka (Hongaars: Bartos) is een Slowaakse gemeente in de regio Banská Bystrica, en maakt deel uit van het district Žiar nad Hronom.
Bartošova Lehôtka telt 406 inwoners.
Bartošova Lehôtka · Bzenica · Dolná Trnávka · Dolná Ves · Dolná Ždaňa · Hliník nad Hronom · Horná Ves · Horná Ždaňa · Hronská Dúbrava · Ihráč · Janova Lehota · Jastrabá · Kopernica · Kosorín · Krahule · Kremnica · Kremnické Bane · Kunešov · Ladomerská Vieska · Lehôtka pod Brehmi · Lovča · Lovčica-Trubín · Lúčky · Lutila · Nevoľné · Pitelová · Prestavlky · Prochot · Repište · Sklené Teplice · Slaská · Stará Kremnička · Trnavá Hora · Vyhne · Žiar nad Hronom